# Graham Marsh
Graham Vivian Marsh (Kalgoorlie, 14 januari 1944) is een golfprofessional uit Australië. Hij won het Dutch Open in 1979 en 1985, beide keren op de Noordwijkse Golfclub.

## Amateur
Marsh studeerde aan de University of Western Australia en zat op het Claremont Teachers College. In 1969 werd hij professional.

## Professional
Hij speelde op de Europese en Australaziatische Tour en de Japan Gol Tour, en won overal. Hij won ook een toernooi op de Amerikaanse PGA Tour.
In Europa behaalde hij elf overwinningen. Hij speelde in Europa als er geen toernooien in zijn eigen werelddeel waren, dus hij speelde er maar een paar per jaar. Hij won ook het Wereldkampioenschap Matchplay in 1977, wat toen nog geen deel uitmaakte van de Europese Tour. Hij heeft geen enkele Major gewonnen.
Zijn meest opzienbare overwinning was misschien in 1981, waar hij bij het European Open op Hoylake Severiano Ballesteros met twee slagen verloeg.
Marsh is inmiddels Senior en speelt op de Champions Tour, waar hij al zes overwinningen behaalde, inclusief twee senior majors: het US Senior Open in 1977 en The Tradition in 1999. In Japan won hij tweemaal het Japan Senior Open.

## Gewonnen

### Europese PGA Tour
- 1972: Swiss Open, German Open
- 1973: Sunbeam Electric Scottish Open
- 1976: Benson & Hedges International Open
- 1979: Dutch Open, Dunlop Masters
- 1980: Benson & Hedges International Open
- 1981: Dixcel Tissues European Open
- 1985: Lawrence Batley International Golf Classic, KLM Dutch Open

#### Europa
- 1970: Swiss Open (maakte nog geen deel uit van de Europese Tour)
- 1976: Dunhill Match-Play
- 1977: Trophée Lancôme, Colgate World Match Play Championship

### Australasia Tour
- 1966: Nedlands Masters (als amateur)
- 1967: Nedlands Masters (als amateur)
- 1969: West Australian PGA
- 1970: Watties Tournament
- 1971: Spaulding Masters
- 1976: West Australian Open
- 1978: West Australian PGA
- 1982: Ford Dealers South Australian Open, Australian Masters, Mayn Nickless Australian PGA Championship, Dunhill Queensland Open
- 1983: Resch's Pilsner Tweed Classic, New Zealand PGA Championship

Mogelijk won hij ook de Bay Classic.

### Japan Golf Tour
- 1973: Fujisankei Classic
- 1974: Fujisankei Classic, Dunlop Open, Pepsi-Wilson Tournament, Bridgestone Open
- 1975: Sapporo Tokyu Open
- 1976: Suntory Open, Dunlop Phoenix, KBC Augusta
- 1977: Chunichi Crowns
- 1979: ANA Sapporo Open
- 1981: Chunichi Crowns, Pepsi-Wilson Tournament
- 1982: Mitsubishi Galant Tournament
- 1983: Yomiuri Open
- 1985: Tokai Classic
- 1986: Suntory Open
- 1987: Visa Taiheiyo Masters
- 1989: Sapporo Tokyu Open
- 1990: Tokai Classic

#### Japan
- 1972: Dunlop International
- 1973: Japan vs Australia Match individual
- 1975: Wizard
- 1976: Wizard
- 1977: Wizard

### Aziatische PGA Tour
- 1971: Indian Open
- 1973: Thailand Open, Indian Open
- 1974: Maleisisch Open
- 1975: Maleisisch Open

### Amerikaanse PGA Tour
- 1977: Heritage Classic

### Champions Tour wins (6)
- 1995: Bruno's Memorial Classic
- 1996: World Seniors Invitational, Franklin Quest Championship
- 1997: Nationwide Championship, US Senior Open
- 1999: The Tradition

#### Anders
- 1997: Liberty Mutual Legends of Golf (met John Bland)
- 1998: Japan Senior Open
- 1999: Japan Senior Open

## Golfbaanarchitect
Marsh legt zich ook toe op het ontwerpen van golfbanen. In 1986 richtte hij 'Graham Marsh Golf Design' op. Eerst werkte hij alleen in Australië en Japan, maar nu heeft hij ook banen aangelegd in andere Aziatische landen, in Europa en in de Verenigde Staten.
- Huatang International Golf Club in Beijing kreeg een onderscheiding als een van de beste banen in China.[1]

In 1984 werd Marsh onderscheiden met de benoeming tot Lid in de Orde van het Britse Rijk vanwege zijn verdiensten voor de golfsport. Hij is ook voorzitter geweest van de Australaziatische Tour.

## Familie
Zijn broer Rod Marsh was een Australische cricketer en coach.